# (33539) Elenaberman
1999 HU10 (asteroide 33539) é um asteroide da cintura principal. Possui uma excentricidade de 0.07839720 e uma inclinação de 6.64072º.
Este asteroide foi descoberto no dia 17 de abril de 1999 por LINEAR em Socorro.